# 朱徽煣
岷恭王朱徽煣（1401年—1463年），明朝第二代岷王，莊王朱楩的嫡第二子，初封镇南王。宣德元年（1426年）七月，他的胞兄岷世子朱徽焲违反禁令未经允许擅自赴京，被明宣宗遣返后上疏称朱徽煣“诬毁仁庙，诽谤朝廷”。宣宗命两兄弟对质，最后认为朱徽焲和内使陈荣一起诬陷朱徽煣，将朱徽焲废为庶人，发回武冈州由其父岷王朱楩管治，在京城处死陈荣。但宣宗没有立朱徽煣为世子。
正统十三年（1448年），朱徽煣弟阳宗王朱徽焟乘马带五个从人从宝庆府赶到长沙府意图入京喊冤奏事，被明英宗遣返。英宗派姑父驸马都尉井源调查，查出朱徽焟母苏氏因偷盗金银被朱徽煣问责，自缢而死，而朱徽煣仍逼迫朱徽焟退赃。英宗斥责朱徽焟，批评朱徽煣，又指责他们的另一兄弟江川王朱徽煝沉默不作为。朱徽煣关闭府门不让弟弟广通王朱徽煠和朱徽焟进入，二人拆墙开门，对朱徽煣也不行礼。八月土木堡之变后，朱徽煣更加逼迫弟弟们，十月，朱徽煠和朱徽焟从东门出城试图再次赴京喊冤，被明代宗遣返。
景泰元年（1450年）朱楩去世，朱徽煠上奏称被朱徽煣迫害，请求去零陵县，不获准。次年，朱徽煠派家人段友洪勾结苗族叛军攻打武冈州，被朱徽煣截获，十二月，朱徽煠与同谋的朱徽焟都被废为庶人，田地、财产等都被朱徽煣所得。
景泰三年（1452年）五月，朱徽煣嗣为岷王，五年（1454年）五月嫡长子朱音埑被册封为岷世子。一年后朱徽煣上奏朝廷，问世子和江川王叔侄在行礼时谁身份更高。礼部尚书胡濙认为，遇节令则尊世子，家庭行私礼则尊叔父。
明英宗复辟后，朱徽煣奏请为孙太后上尊号。英宗回复“非祖宗之制”，但次年仍然尊孙太后为圣烈慈寿皇太后。
朱徽煣於天順七年（1463年）去世，兩年後世子朱音埑嗣位。成化七年（1471年），朱音埑奏称朱徽煣遭盗墓。

## 家庭

### 子女

#### 子
1. 岷順王朱音埑
2. 南渭榮順王朱音𡑠
3. 安昌王朱音壆
4. 黎山王朱音堂
5. 沙陽王朱音壅
6. 山陰王朱音達

誤：按《明實錄》，安昌、黎山、沙陽三王為岷順王之二子膺鋪、四子膺鉖、五子膺鉋，山陰王則為代府郡王。
| 前任： 父莊王朱楩 | 明岷國國王 1452年－1463年 | 繼任者： 子順王朱音埑 |